# Джексон-Джанкшен (Айова)
Джексон-Джанкшен (англ. Jackson Junction) — місто (англ. city) в США, в окрузі Віннешік штату Айова. Населення — 37 осіб (2020).

## Географія
Джексон-Джанкшен розташований за координатами 43°6′5″ пн. ш. 92°2′46″ зх. д. / 43.10139° пн. ш. 92.04611° зх. д. (43.101323, -92.046215).  За даними Бюро перепису населення США в 2010 році місто мало площу 15,52 км², уся площа — суходіл.

## Демографія
Згідно з переписом 2010 року, у місті мешкало 58 осіб у 21 домогосподарстві у складі 18 родин. Густота населення становила 4 особи/км².  Було 23 помешкання (1/км²).
Расовий склад населення:
| - 98,3 % — білих - 1,7 % — азіатів |

До двох чи більше рас належало 0,0 %. Частка іспаномовних становила 0,0 % від усіх жителів.
За віковим діапазоном населення розподілялося таким чином: 25,9 % — особи молодші 18 років, 60,3 % — особи у віці 18—64 років, 13,8 % — особи у віці 65 років та старші. Медіана віку мешканця становила 37,5 року. На 100 осіб жіночої статі у місті припадало 132,0 чоловіків;  на 100 жінок у віці від 18 років та старших — 115,0 чоловіків також старших 18 років.
Середній дохід на одне домашнє господарство  становив 76 150 доларів США (медіана — 48 750), а середній дохід на одну сім'ю — 98 825 доларів (медіана — 71 250). За межею бідності перебувало 6,5 % осіб, у тому числі 0,0 % дітей у віці до 18 років та 20,0 % осіб у віці 65 років та старших.
Цивільне працевлаштоване населення становило 30 осіб. Основні галузі зайнятості: сільське господарство, лісництво, риболовля — 33,3 %, виробництво — 13,3 %, освіта, охорона здоров'я та соціальна допомога — 13,3 %.